# Pimperna
Pimperna is een gemeente (commune) in de regio Sikasso in Mali. De gemeente telt 9300 inwoners (2009).
De gemeente bestaat uit de volgende plaatsen:
- Diassadeni
- Kodialida
- Kolayérédiassa
- N'Torla
- Ouofina
- Pimperna
- Sidaribougou
- Togotan-Diassa
- Tola
- Zanikodougou
- Zérilaba